# Operación Elefante
Operación elefante (título original en inglés: Operation Dumbo Drop) es una película estadounidense de 1995 dirigida por Simon Wincer y protagonizada por Danny Glover y Ray Liotta. Fue estrenada y distribuida por Walt Disney Pictures en los cines de Estados Unidos el 28 de julio de 1995 y recaudó cerca de 25 millones de dólares.

## Sinopsis
Durante la guerra de Vietnam, el boina verde Sam Cahill (Danny Glover) se esfuerza por crear buenas relaciones entre los Estados Unidos y los vietnamitas montagnard en el pueblo de Dak Nhe, que ocupa un importante punto de observación cerca del camino clandestino de Ho Chi Minh. Cahill está a punto de ser licenciado, y explica a su sucesor, el capitán T.C. Doyle (Ray Liotta), la delicada naturaleza de las costumbres vietnamitas, así como la contrainteligencia que implica la actividad encubierta del enemigo.
En un descuido con los niños de la aldea circundante, un niño roba una barrita Nestlé Crunch de la mochila de Doyle; el envoltorio, al ser encontrado, hace saber al NVA de la cooperación de los aldeanos locales con los americanos. Como castigo, el brigadier Nguyen (Hoang Ly) del NVA, ordena a su subordinado, el capitán Quang (Vo Trung Anh), que mate al elefante de los aldeanos justo antes de un festival espiritual. Para ayudar a los aldeanos, Cahill promete reemplazar el elefante asesinado antes de su próxima ceremonia, mientras que Doyle (a quien los aldeanos culpan de la muerte del elefante) acepta ayudar a regañadientes.

## Reparto
- Danny Glover es Sam Cahill
- Ray Liotta es T.C. Doyle
- Tai es Bo Tat[4]
- Denis Leary es David Poole
- Doug E. Doug es Harvey Ashford
- Corin Nemec es Lawrence Farley
- Dinh Thien Le es Linh
- James Hong es Y B'ham
- Tchéky Karyo es Goddard
- Hoang Ly es Nguyen
- Vo Trung Anh es Quang
- Marshall Bell es Pederson
- Tim Kelleher es Morris
- Raymond Cruz es Adams